# Condado de Monroe (Pensilvania)
El condado de Monroe (en inglés: Monroe County) fundado en 1836 es uno de 67 condados en el estado estadounidense de Pensilvania. En el 2000 el condado tenía una población de 174,579 habitantes en una densidad poblacional de 431 personas por km². La sede del condado es Stroudsburg.

## Geografía
Según la Oficina del Censo, el condado tiene un área total de 1598 km² (617 mi²), de la cual 1575 km² (608,1 mi²) es tierra y 23 km² (8,9 mi²) (1.44%) es agua.

### Condados adyacentes
- Condado de Wayne (norte)
- Condado de Pike (noreste)
- Condado de Sussex (Nueva Jersey) (noreste)
- Condado de Warren (Nueva Jersey) (este)
- Condado de Northampton (sur)
- Condado de Carbon (oeste)
- Condado de Luzerne (noroeste)
- Condado de Lackawanna (noroeste)

## Demografía
Según el censo de 2000, había 138,687 personas, 36,44749 hogares y 454 familias residiendo en la localidad. La densidad de población era de 88 hab./km². Había 67,581 viviendas con una densidad media de 43 viviendas/km². El 88.21% de los habitantes eran blancos, el 6.02% afroamericanos, el 0.21% amerindios, el 1.11% asiáticos, el 0.03% isleños del Pacífico, el 2.42% de otras razas y el 1.99% pertenecía a dos o más razas. El 6.63% de la población eran hispanos o latinos de cualquier raza.

## Localidades

### Boroughs
Delaware Water Gap |
East Stroudsburg |
Mount Pocono |
Stroudsburg 

### Municipios
Barrett |
Chestnuthill |
Coolbaugh |
Eldred |
Hamilton |
Jackson |
Middle Smithfield |
Paradise |
Pocono |
Polk |
Price |
Ross |
Smithfield |
Stroud |
Tobyhanna |
Tunkhannock 

### Lugares designados por el censo
Arlington Heights |
Brodheadsville |
Effort |
Emerald Lakes |
Indian Mountain Lake |
Mountainhome |
Pocono Pines | 
Penn Estates |
Sun Valley